# ウーシマー県
ウーシマー県（ウーシマーけん、フィンランド語: Uusimaa ([ˈuːsimɑː]、スウェーデン語: Nyland [ˈnyːlɑnd]）は、フィンランドの行政区。フィンランド語名、スウェーデン語名共に「新しい土地」 (new land) を意味する。フィンランド南部に位置し、バルト海東部のフィンランド湾に面している。県庁所在地は、同国の首都でもあるヘルシンキ。
南西スオミ県、カンタ＝ハメ県、パイヤト＝ハメ県、キュメンラークソ県と接し、2011年1月1日に東ウーシマー県と合併して、新たなウーシマー県となった。フィンランド第2の都市であるエスポーも属しており、同県総人口は、フィンランドの総人口約555万人の約30%に当たる約172万人である。

## 歴史
ウーシマー県に当たる土地は、他のフィンランド西部及び南部の土地と同様に、12世紀から13世紀頃から隣国スウェーデンの統治下にあった（スウェーデン＝フィンランド参照）。
ウーシマー県の沿岸地域は、元々は人口が少なく、多くの人々はハメに居住していた。しかし、12世紀にスウェーデン・ヘルシングランド地方から入植者が入るようになり、入植者たちがヴァンター川やケラヴァ川の河口近くに集落を形成するようになった。
スウェーデン語の県名であるNylandは、14世紀に初めて文献に登場した。一方で、フィンランド語の県名であるUusimaaが初めて文献に登場したのは、1548年にミカエル・アグリコラによって初めてフィンランド語に翻訳された新約聖書 "Se Wsi Testamenti" の中で、綴りは現在と異なり、Wsimaaであった。
一時カルマル同盟などの期間があったものの、13世紀ごろからスウェーデンの支配下にあったフィンランドであったが、1809年に第二次ロシア・スウェーデン戦争でスウェーデンが敗北し、ロシア帝国に割譲される。この割譲によって、フィンランド大公国が建国され、1831年にウーシマー州が設置された。
ウーシマー県は過去、ウーシマー州に属していたが、ウーシマー州が1997年にキュミ州、ハメ州の南部と合併し、南スオミ州として再編されたため、南スオミ州所属となった。2010年1月1日にフィンランドの全州が廃止され、ウーシマー県はフィンランドの最上位地方行政区分となった。過去にウーシマーと呼ばれた土地は、ウーシマー県と東ウーシマー県に分割されていたが、2011年にウーシマー県と東ウーシマー県は合併し、新たなウーシマー県としてスタートした。

## 言語
ウーシマー県は、公式にフィンランド語とスウェーデン語の2言語が公用語となっている。
県下の一部地域、特に沿岸地域では、歴史的にスウェーデン語話者が多い。特に旧東ウーシマー県域のスウェーデン語話者の間では、スウェーデン語の方言 (nyländska) が用いられる。一方で、旧ウーシマー県域のスウェーデン語話者の用いるスウェーデン語は、より標準的なものとなっている。
一方、フィンランド語話者は、1812年にフィンランド大公国の首都がロシア帝国皇帝アレクサンドル1世によってトゥルクからヘルシンキに移された時を境に増加し始めた。これは、フィンランドの他の地域から入植者が集められたことによるものであった。19世紀末には、ヘルシンキ・スラングが登場するまでになった。
現在の全人口中7.7%は、フィンランド語とスウェーデン語以外の言語を母語とする人々である。

## 経済
世界銀行によると、2020年の購買平価説に基づくフィンランドの一人当たり実質国民総所得は51,400米ドル、購買平価説に基づくウーシマー郡の2020年の一人当たり実質国民総所得は68,172米ドルと予測されている。

## 県章
県章の中心にある黄色のボートは沿岸地域を象徴し、その上下の銀色の流れは河川を象徴している。
ウーシマー県の県章自体は、16世紀末に端を発しており、デザイン自体は1599年に作成されている。その後1997年になって、正式に県章として制定された。

## 下位行政区
人口が多いため多くの自治体に分かれており、4つの郡と28の自治体が存在する。一部例外があるものの、ヘルシンキ郡、ラーセポリ郡が旧ウーシマー県、ポルヴォー郡、ロヴィーサ郡が旧東ウーシマー県の領域であった。過去、ラーセボリ郡はタンミサーリ郡という名前だった。
ヘルシンキ郡:
- ヘルシンキ (Helsinki) (ヘルシンフォシュ Helsingfors)
- ヴァンター (Vantaa) (ヴァンダ Vanda)
- エスポー (Espoo) (エスボ Esbo)
- カルヤロホヤ (Karjalohja) (カーリスローヨ Karislojo)
- カルッキラ (Karkkila) (ホーグフォシュ Högfors)
- カウニアイネン (Kauniainen) (グラーンクッラ Grankulla)
- ヒュヴィンカー (Hyvinkää) (ヒュヴィンゲ Hyvinge)
- ヤルヴェンパー (Järvenpää) (トレスケンダ Träskända)
- ケラヴァ (Kerava) (チェルヴォ Kervo)
- キルッコヌンミ (Kirkkonummi) (チルクスレット Kyrkslätt)
- ロホヤ (Lohja) (ローヨ Lojo)
- マンツァラ (Mäntsälä)
- ヌンミプスラ (Nummi-Pusula)
- ヌルミヤルヴィ (Nurmijärvi)
- ポルナイネン (Pornainen) (ボリネース Borgnäs)
- シポー (Sipoo) (シッボ Sibbo)[6]
- シウンティオ (Siuntio) (シュンデオ Sjundeå)
- トゥースラ (Tuusula) (テゥースビー Tusby)
- ヴィフティ (Vihti) (ヴィフティス Vichtis)

ラーセポリ郡:
- ハンコ (Hanko) (ハンゴ Hangö)
- インコー (Inkoo) (インゴ Ingå)
- ラーセポリ (Raasepori) (ラーセボリ Raseborg)

ポルヴォー郡:
- アスコラ (Askola)
- ミュルスキュラ (Myrskylä) (モシュコム Mörskom)
- プッキラ (Pukkila) (ブッキラ Buckila)
- ポルヴォー (Porvoo) (ボルゴ Borgå)

ロヴィーサ郡:
- ラピンヤルヴィ (Lapinjärvi) (ラップトラスク Lappträsk)
- ロヴィーサ (Loviisa) (Lovisa)